# Anakanur, Chik Ballapur
Anakanur là một làng thuộc tehsil Chik Ballapur, huyện Kolar, bang Karnataka, Ấn Độ.